# 刃森尊
刃森 尊（はもり たかし）は、日本の漫画家。代表作に『伝説の頭 翔』『霊長類最強伝説 ゴリ夫』など。

## 略歴・作風等
主にヤンキー漫画や格闘漫画を手がけている作家であるが、デビュー作である読み切り作品『マジックBOY』だけはマジックを題材としており、全く作風が異なる。その次回作にして連載デビュー作である『破壊王ノリタカ!』以降は、現行とほぼ同じ作風が定着した。2006年に連載された『格闘料理人ムサシ』は一応料理漫画ではあるものの、その根幹にあるのは『伝説の頭 翔』などで培われたヤンキー描写、社会風刺調の作風である。ノリタカ以降の作品には必ず、セクシーなヒロインが不自然に物語に絡んできたり、ヤンキーではないエリート的な人物はほぼ必ず悪人だったり、と、共通の描写が頻発する。
作中にて「!?」「“”」「へ‥‥!?」「ば‥‥!?」「な‥‥!?」などを多用するスタイルや、人物がカメラ目線で正面を向いている構図が多いのも特徴の1つ（たいてい見開きページの右上で大ゴマである）。

## 作品リスト
- マジックBOY（1989年、マガジンフレッシュ）
- 破壊王ノリタカ!（1991年 - 1994年、週刊少年マガジン、原作：村田ひでお、全18巻、ワイド版全9巻）
- 魂の剣（1995年、週刊少年マガジン、原作：竹内海四郎、全2巻）※唯一の時代劇漫画
- 人間凶器カツオ!（1997年 - 1999年、週刊少年マガジン、全10巻）
- 霊長類最強伝説 ゴリ夫（2001年 - 2002年、週刊少年マガジン、全7巻）
- 伝説の頭 翔（2003年 - 2005年、週刊少年マガジン、原作：夏原武、全11巻）
- 格闘料理人ムサシ（2006年、週刊少年マガジン、全3巻）
- ネイチャージモン（2007年 - 2012年、月刊ヤングマガジン、原作：寺門ジモン[1]、全9巻）
- どこでも呑村くん（2016年、週刊ヤングマガジン、原作：左近洋一郎）[2]

## アシスタント
- 出口竜正
- 山本航暉